# Carrere Records
Carrere Records fue uno de los primeros sellos discográficos nacidos en Francia, fundado en 1962 por Claude Carrere. Se especializó principalmente en la música disco, aunque produjo varios discos de rhythm and blues, heavy metal y rock. Actualmente la compañía no existe ya que cerró sus puertas en 1993, sin embargo, la familia Carrere aún posee algunos derechos de sus artistas y de vez en cuando se lanzan algunos álbumes recopilatorios.

## Historia
Fue fundado por Claude Carrere en 1962 en París, Francia, bajo el nombre de Carrere Productions. Inicialmente produjo los primeros discos de la artista francesa Annie Chancel, conocida en el mundo musical como Sheila y siendo estos distribuidos por Philips Records. Tras finalizar su contrato con la mencionada distribuidora discográfica, Carrere creó Disques Carrere que en 1972 pasó a llamarse Carrere Records. Tras producir algunos discos de artistas como la cantante italiana Dalida o el cantautor francés Claude François, no es hasta 1977 cuando lograron el éxito gracias a su contrato con la banda de Sheila, Sheila and B. Devotion. Tras esto en 1978 y a través de Artists and repertoire (A&R), firmaron con la banda inglesa de power pop Incredible Kidda Band y al año siguiente con la banda de heavy metal Saxon.
Ya a principios de la década de los ochenta el sello firmó con la banda australiana The Church y produjo el disco Adventures in Modern Recording del dúo de synthpop The Buggles. A pesar de haberse convertido en uno de sellos más exitosos en Europa, recién en 1983 entraron al mercado estadounidense, a través de un contrato con Atlantic Records y posteriormente con CBS Records. Entre los artistas que manejaron se encuentran a la banda británica Scorched Earth, Dollar, Clout, Boney M., Ottawan, entre otros.
La extensa carrera del sello terminó en 1993 después que Claude se dedicara más a sus proyectos de televisión junto a su empresa Carrere Group. Sin embargo, aún posee varios derechos de los artistas que alguna vez estuvieron en su sello, lo que se ve reflejado en los discos recopilatorios que lanzan a través de otras discográficas como Dessca Records.

## Artistas
A continuación una lista de algunos artistas que estuvieron bajo el sello Carrere:
| - Sheila (1962 - 1985) - Claude François (1967 - 1978) - Hervé Vilard (1970 - 1974) - Ringo (1971 - 1979) - Art Sullivan (1972 - 1978) - Sacha Distel (1975 - 1985) - Al Bano y Romina Power (1976 - 1985) - La Compagnie Créole (1976 - 1990) - Boney M. (1976 - 1978) - Sheila and B. Devotion (1977 - 1980) - Gérard Lenorman (1978 - 1982) - Clout (1978) - Shake (1976 - 1982) - Dalida (1978 - 1987) - Linda de Suza (1978 - 1987) | - Ottawan (1979 - 1989) - Régine (1979 - 1980) - Stingray (1979 - 1980) - Dollar (1979 y 1982) - Incredible Kidda Band (1979 - 1980) - Saxon (1979 - 1983) - Sébastien El Chato (1979 - 1980 y 1987 - 1990) - Scorched Earth (1980 - 1981) - Dick Rivers (1980 - 1981) - Rage (1981) - The Church (1981 - 1982) - Julie Pietri (1981 - 1985) - The Buggles (1981) - Jean Schultheis (1981 - 1983 y 1987) - Amanda Lear (1986 - 1990) - Stephanie de Mónaco (1986 - 1992) |